# Pedro Domingo Murillo

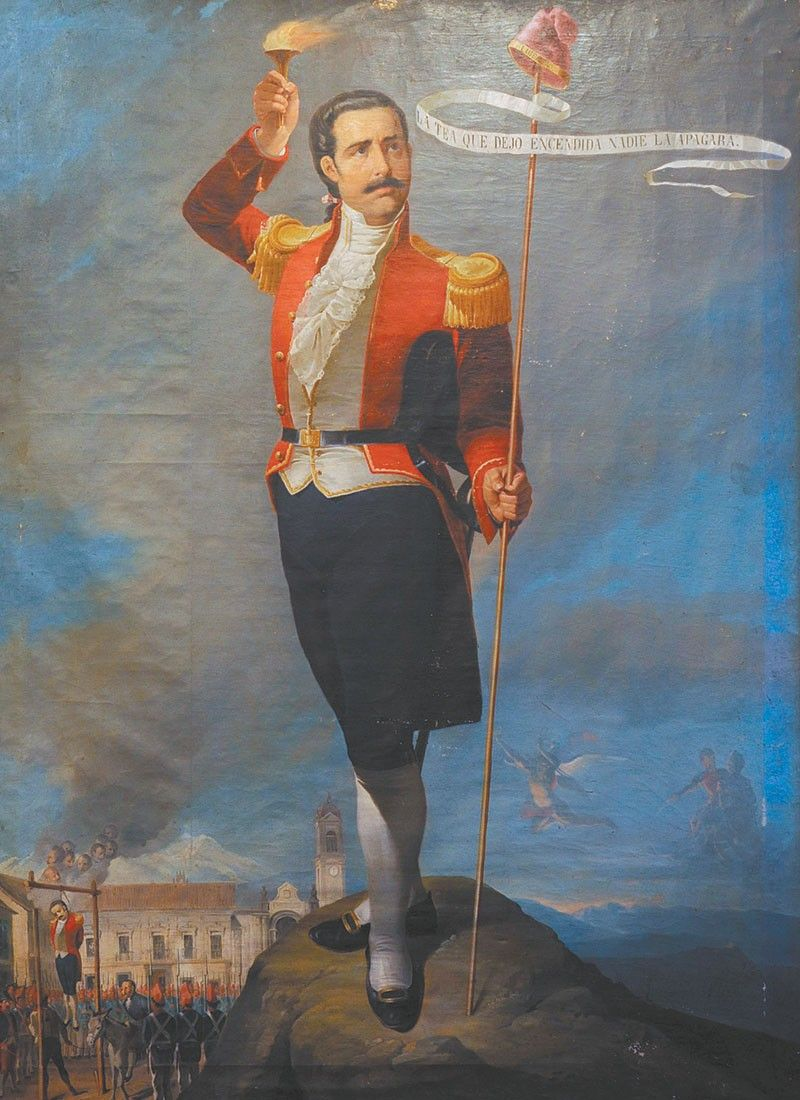
Execução de Pedro Domingo Murillo numa pintura de fins do século XIX.

Pedro Domingo Murillo, (1757 - 1810), foi um patriota do Alto Peru, considerado precursor da independência de Bolívia.
Nasceu em La Paz de uma família tradicional. Estudou direito e, como soldado, participou da campanha contra a rebelião de Tupac Katari, sendo promovido a tenente da milícia. 
Em 1809, após a Revolução de Chuquisaca contra os carlotistas, ocorreu em La Paz uma revolta que formou a chamada Junta Tuitiva, da qual Murillo foi o presidente. O governo colonial espanhol reprimiu a rebelião, capturando os rebeldes. Murillo e outros foram enforcados em 29 de janeiro de 1810, em La Paz. 
Em sua homenagem, a praça principal de La Paz foi renomeada Plaza Murillo em 1909. No centro da praça eleva-se um monumento com uma estátua de bronze do patriota.